# Илија II Јерусалимски
Илија II је био патријарх Јерусалима у периоду од 770–797. године.
Био је патријарх за време владавине калифа Харуна ал-Рашида и током арапских племенских ратова у Палестини између касних 780-их и 796. Током његовог управљања патријаршија је преживела пљачку манастира Светог Харитона и напад на манастир Светог Саве Освећеног, у којој су двадесетак монаха убили племенски пљачкаши. Пре ових напада, Илија је написао и послао писмо цариградском патријарху, познато као „одговор Патријаршија на истоку“, у коме се жалио на невољу са којом су се суочавали хришћани у његовој јурисдикцији.